# Roland Pietsch
Roland Pietsch (* 1965) ist ein deutscher Einzelhandelskaufmann und Forstwissenschaftler. Er ist seit 2021 Leiter des Nationalparks Harz.

## Leben
Nach dem Schulbesuch im Landkreis Hannover wurde er zunächst in Essen, Mannheim und Augsburg zum Einzelhandelskaufmann ausgebildet und nahm dann ein Studium der Forstwissenschaften und Waldökologie auf. 2000 promovierte er an der Universität Göttingen zum Forstwissenschaftler. Das Thema seiner Dissertation lautet Untersuchungen zu Struktur und Dynamik eines exploitierten Naturwaldes am Beispiel des Forêt Classée de la Mondah in Gabun. Danach war er selbständig und u. a. für die EXPO 2000 in Hannover sowie in der holzverarbeitenden Industrie in Ghana tätig.
Am 16. August 2002 wurde Pietsch Geschäftsführer der NABU Naturschutzstation e. V. in Kranenburg und leitete gleichzeitig das dortige Besucherzentrum, war Kooperationsberater für Natur- und Umweltschutz sowie Lehrbeauftragter an der Hochschule Rhein-Waal. Wegen Geldmangel wurde er 2007 als NABU-Geschäftsführer in Kranenburg entlassen.
2014 übernahm er die Referatsleitung „Naturschutz“ bei der Struktur- und Genehmigungsdirektion Nord in Koblenz. 2021 wurde er vom niedersächsischen Umweltminister Olaf Lies zum Leiter des Nationalparks Harz berufen.